# Liste der Grafen zu Stolberg
Die Grafen zu Stolberg sind ein weitverzweigtes hochadliges Geschlecht des Heiligen Römischen Reichs, mit Besitztümern vorrangig im Unterharz. Durch Erbverträge fielen auch Gebiete in Hessen an das Haus Stolberg. Nachfolgend sind alle Stolberger Territorien und deren Herrscher aufgeführt. Der Ursprung des Adelsgeschlechts Stolberg ist nicht sicher geklärt. Am wahrscheinlichsten ist eine Erbteilung der unter Herrschaft der Honsteins stehenden Grafschaft Honstein-Vockstedt nach 1240. Bis etwa zum 17. Jahrhundert bestehen gewisse Unsicherheiten bezüglich des jeweils herrschenden Grafen, möglicher früherer Erbteilungen und der zeitlichen Abfolge.

## Grafschaft Stolberg
Belegt ist ab 1210 ein Graf Heinrich I. zu Stolberg, der bereits 1200 als Graf Heinrich von Voigtsted erwähnt wurde. Die Stammburg in Stolberg wurde wohl ab 1201 von Graf Heinrich von Honstein errichtet, möglicherweise dessen Vater.
Herrscher:
- Graf Friedrich zu Stolberg-Vockstedt (um 1240–1282)
- Graf Heinrich II. zu Stolberg (vor 1230–1272)
- Graf Heinrich III. zu Stolberg und Vockstedt (vor 1280–nach 1296)
- Graf Otto I. zu Stolberg (ca. 1305–1338)
- Graf Heinrich XVI. zu Stolberg (um 1335)
- Graf Heinrich zu Stolberg (–nach 1402)
- Graf Botho zu Stolberg zu Wernigerode (um 1370–1455)
- Graf Heinrich IX. zu Stolberg (12. Mai 1436 – 17. September 1511)
- Graf Botho zu Stolberg und Herr zu Wernigerode (1467–1538)
- Graf Wolfgang zu Stolberg (1501–1552)
- Graf Ludwig zu Stolberg (1505–1574)
- Graf Johann zu Stolberg (1. Oktober 1549 – 30. Juli 1612)
- Graf Heinrich XI. zu Stolberg-Stolberg (29. November 1551 – 16. April 1615)
- Graf Wolfgang Georg zu Stolberg-Stolberg (20. Dezember 1582 – 11. September 1631)
- Graf Johann Martin zu Stolberg-Stolberg (1594–1669)
- Graf Christoph Ludwig I. zu Stolberg-Stolberg (18. Juni 1634 – 7. April 1704)
- Graf Friedrich Wilhelm zu Stolberg-Stolberg (7. Februar 1639 – 23. August 1684)

### Erbteilungen vor 1700
- Graf Heinrich IX. zu Stolberg-Rossla (um 1303)

### Erbteilung von 1706
Durch Erbteilung der Grafschaft Stolberg entstanden 1706 die Grafschaft Stolberg-Stolberg und die Grafschaft Stolberg-Roßla.

#### Stolberg-Stolberg
Herrscher:
- Graf Christoph Friedrich zu Stolberg-Stolberg (1672–1738)
- Graf Christoph Ludwig II. zu Stolberg-Stolberg (14. Juli 1703 – 20. August 1761)
- Graf Karl Ludwig zu Stolberg-Stolberg (18. Februar 1742 – 2. August 1815)

1806 fiel die Grafschaft durch Mediatisierung an das Kurfürstentum Sachsen. Trotzdem blieben dem Haus Stolberg-Stolberg standesherrliche Rechte, die endgültig erst mit dem Ende der Monarchien in Deutschland aufgehoben wurden.
Die Rechte des mediatisierten Hauses Stolberg-Stolberg wurden nach 1815 wahrgenommen von:
- Graf Joseph Christian Ernst Ludwig zu Stolberg-Stolberg (21. Juni 1771 – 27. Dez. 1839) – von 1815 bis 1839
- Graf (seit 1893 Fürst) Alfred zu Stolberg (23. Nov. 1820 – 24. Jan. 1903)
- Fürst und Graf Wolffgang Georg zu Stolberg (15. April 1849 – 27. Jan. 1903)
- Fürst und Graf Wolff-Heinrich zu Stolberg (28. April 1903 – 2. Jan. 1972)

#### Stolberg-Roßla
Herrscher:
- Graf Jost Christian zu Stolberg-Roßla (1676–1739)
- Graf Friedrich Botho zu Stolberg-Roßla (1714–1768)
- Graf Jost Christian zu Stolberg-Roßla (1722–1749) – 1739 unter Vormundschaft kurzzeitig Mitregent
- Graf Heinrich Friedrich Christian zu Stolberg-Roßla, (18. August 1747 – 20. Januar  1810) [verzichtet 1778 auf die Regierung]
- Graf Johann Wilhelm Christoph zu Stolberg-Roßla (1748–1826), Regent der Grafschaft Stolberg-Roßla
- Graf August Friedrich Botho Christian zu Stolberg-Roßla (1768–1846)
- Graf Karl Martin zu Stolberg-Roßla (1822–1870)
- Graf (seit 1893 Fürst) Botho August Carl zu Stolberg-Roßla (1850–1893)
- Graf (seit 1893 Fürst) Kuno Botho zu Stolberg-Roßla (11. Mai 1862 – 13. Juli 1921) als Vormund für
- Fürst Jost Christian zu Stolberg-Roßla (1886–1916)
- Fürst Christoph Martin zu Stolberg-Roßla-Ortenberg (1888–1949)

##### Stolberg-Schwarza
1549 gelangte das bis dahin zur Grafschaft Henneberg gehörende Schwarza in den Besitz der Stolberger Grafen. 1710 entstand durch Erbteilung die Herrschaft Stolberg-Schwarza.
Herrscher:
- Graf Heinrich August von Stolberg-Schwarza (16. Juni 1697 – 14. September 1748)

Heinrich August blieb ohne männliche Nachkommen und Stolberg-Schwarza fiel an die Linie Stolberg-Gedern.

## Stolberg-Wernigerode
1429 gelangte die Grafschaft Wernigerode durch einen Erbvertrag an die Grafen von Stolberg. Durch die Teilung von 1645 entstand die Ältere Linie, ab 1710 Stolberg-Wernigerode genannt.
Herrscher:
- Graf Heinrich zu Stolberg (1509–1572)
- Graf Christoph zu Stolberg (1567–1638)
- Graf Heinrich Ernst zu Stolberg (20. Juli 1593 – 4. April 1672)
- Graf Ludwig Christian zu Stolberg (1652–1710)
- Graf Christian Ernst zu Stolberg-Wernigerode (1691–1771)
- Graf Heinrich Ernst zu Stolberg-Wernigerode (1716–1778)
- Graf Christian Friedrich zu Stolberg-Wernigerode (1746–1824)
- Graf Henrich zu Stolberg-Wernigerode (1772–1854)

Durch den Rezess vom 19. Juli 1714 fiel die Grafschaft durch Mediatisierung an das Königreich Preußen.

### Herrschaft Gedern
Die Herrschaft Gedern fiel 1535, nach dem Aussterben der Herrscherfamilie im Mannesstamm, an die Grafen zu Stolberg. Ab 1677 entstand per Erbteilung die Linie Stolberg-Gedern, deren Grafen 1742 in den Fürstenstand erhoben wurden.
Herrscher:
- Graf Ludwig Christian zu Stolberg-Gedern (8. September 1652 – 27. August 1710)
- Fürst Friedrich Carl zu Stolberg-Gedern (1693–1767)
- Fürst Carl Heinrich zu Stolberg-Gedern (24. Oktober 1761 – 5. Januar 1804)

1804 starb die Linie Stolberg-Gedern im Mannesstamm aus und das Gebiet fiel zurück an die gräfliche Hauptlinie Stolberg-Wernigerode.

## Grafschaft Königstein
Am 25. Mai 1535 starben mit dem Tod von Eberhard IV. die Herren von Eppstein im Mannesstamme aus. Die ihnen gehörende Grafschaft Königstein fiel durch Heirat der Anna von Eppstein-Königstein mit Graf Friedrich Botho zu Stolberg-Roßla an Stolberg. Deren Sohn Ludwig lebte bereits ab 1515 bei Eberhard.
Herrscher:
- Graf Ludwig zu Stolberg-Königstein, Diez und Rochefort (12. Januar 1505 – 1. September 1574)
- Graf Christoph zu Stolberg, Dompropst zu Halberstadt (1523–1581)

Nach dem Tod von Christoph zu Stolberg wurde die Grafschaft Königstein von Kurmainz annektiert.

### Herrschaft Ortenberg
Das Amt Ortenberg war ein Kondominat der Herren von Hanau, Eppstein und Isenburg. Da die Stolberger das Erbe der Eppsteiner antraten, fiel Ortenberg nach der Realteilung 1601 an das Haus Stolberg.
Herrscher:
- Graf Ludwig Georg zu Stolberg-Ortenberg (8. Oktober 1562 – 7. November 1618)
- Graf Heinrich Volrad zu Stolberg-Ortenberg (13. Juli 1590 – 4. Oktober 1641)

Heinrich Volrads Tochter, Gräfin Anna Elisabeth zu Stolberg-Ortenberg, heiratete Heinrich Ernst I. zu Stolberg-Wernigerode. Der gemeinsame Sohn begründete die Linie Stolberg-Gedern. Das Amt Ortenberg fiel an die Linie Stolberg-Gedern.